# La Vierge, l'Enfant Jésus et saint Jean
La Vierge, l'Enfant Jésus et saint Jean est une huile sur toile du peintre Jean-Léon Gérôme réalisée en 1848. Elle fait partie d’une collection particulière. La toile est de format vertical de 108 × 75 cm avec un haut cintré.
La toile est présentée au salon de 1848 avec Anacréon, Bacchus et l'Amour et le portrait d’Armand Gérôme.
Théophile Gautier en dira « Gérôme, bien qu’il soit païen de Pompéi, sait aussi comprendre l’art chrétien. Son Saint Jean embrassant l'Enfant Jésus sur les genoux de la vierge pourrait être signé par Overbeck. Seulement Overbeck n’aurait pas cette science profonde du dessin et ce goût exquis dissimulé sous la naïveté du pastiche gothique - Gérôme va au Calvaire, mais en passant par Athènes ».

## Description
Le tableau est une Vierge à l'Enfant qui est un thème récurrent en peinture religieuse, renvoyant à la Nativité du Christ et à la maternité de la Vierge Marie.
Le tableau représente Marie entourée de Jésus et de Jean, enfants.
Les habits de la Vierge comportent les couleurs traditionnelles et symboliques : une robe rouge, drapée de bleue, une  voilette blanche et des sandales. La Vierge, en position assise sur un rocher, pose une main dans le dos de saint Jean debout qui est penché sur ses genoux sur lesquels l'Enfant Jésus est à moitié allongé. Les deux enfants sont nus, mais Jésus est retenu par sa mère grâce à un fin voile autour du torse. Les deux enfants se trouvent face à face comme pour s’embrasser. Jean tient de sa main gauche une fine croix latine avec un phylactère. Les personnages sont auréolés discrètement.
Au second plan se trouve à gauche un petit bois avec des pâtures, un agneau et quelques bâtiments. À droite se trouve une fontaine avec son bassin. Au troisième plan, c’est un ciel bleu parsemé de nuages.
La toile est signée en bas à gauche sur deux lignes J.L GÉRÔME et 1848.

## Galerie

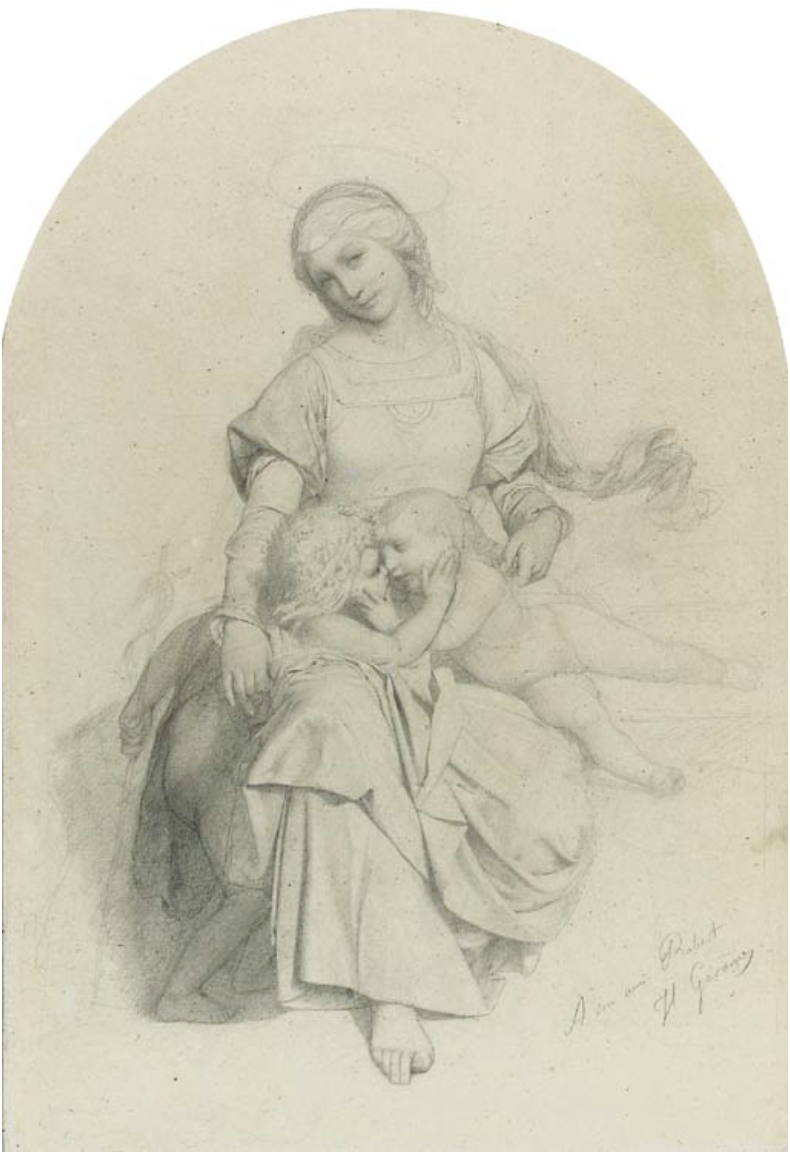
Esquisse.
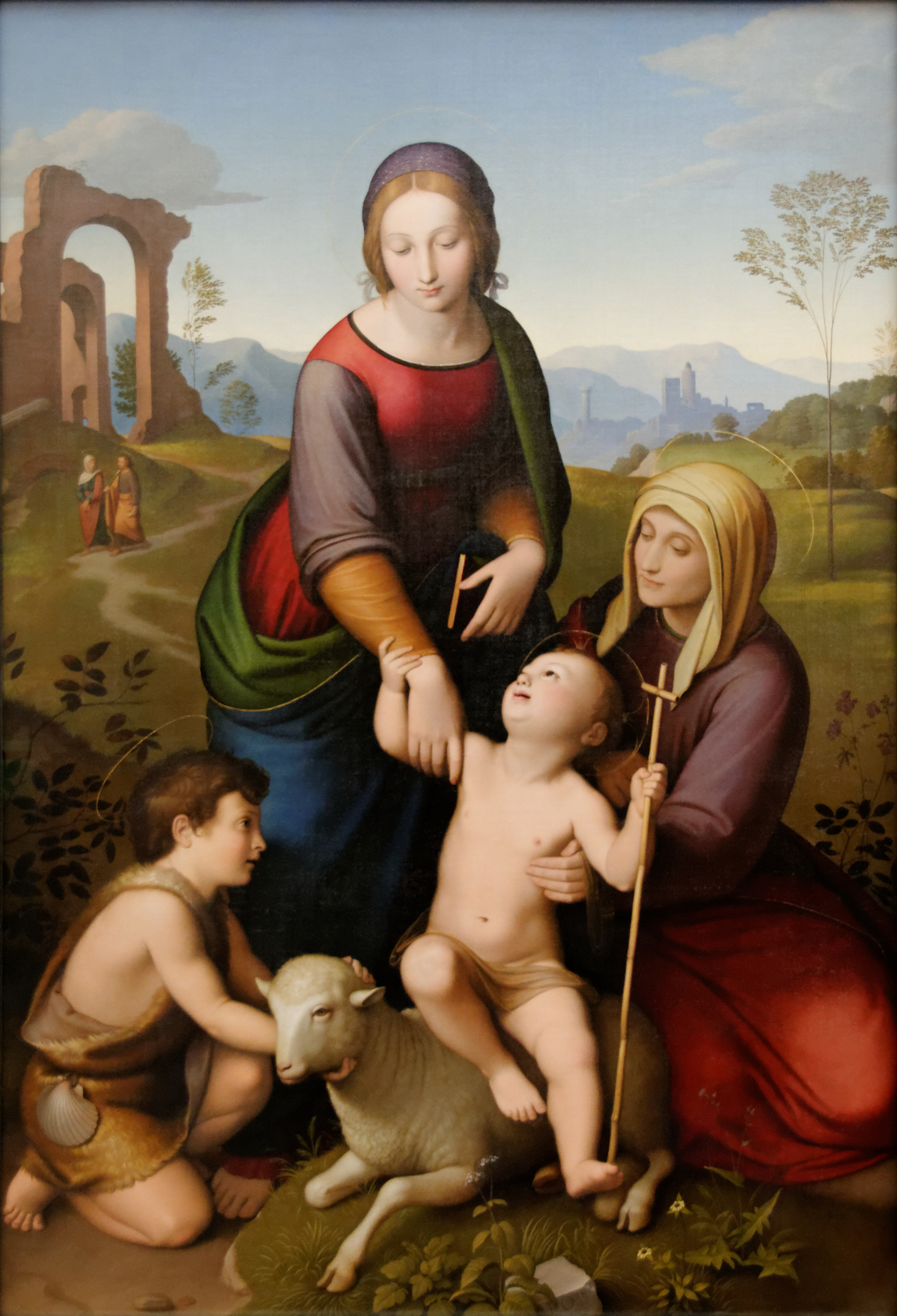
Vierge Marie, Sainte Elisabeth, Jésus, Jean le Baptiste par Johann Friedrich Overbeck.
La Belle Jardinière de Raphaël.